# La Sentinelle
La Sentinelle è un comune francese di 3 417 abitanti situato nel dipartimento del Nord nella regione dell'Alta Francia.

## Storia
L'origine della sua denominazione proviene dal nome dato a un pozzo di miniera che ricopriva il ruolo di sentinella in caso di risalita delle acque.
Comune nato dalla miniera, La Sentinelle è uno dei più rimarchevoli testimoni della storia economica della zona di Valencienne. Fino all'inizio del secolo XIX, il suo territorio, interamente consacrato all'agricoltura, apparteneva a Trith-Saint-Léger. Le carte del tempo non segnalano altro che un albergo. La Compagnie des Mines d'Anzin cercò allora dei nuovi giacimenti di carbone verso l'ovest della propria concessione. L'8 aprile 1818 fu aperta la fossa «  Sentinelle ». Il suo nome proviene dalla sua vicinanza alla palude del Vignoble, alimentata da sorgenti sotterranee. In caso di risalita delle acque con il rischio d'inondazione, i minatori de La Sentinelle potevano dare l'allarme agli altri pozzi vicini. Dal 1826 furono costruiti degli agglomerati per case di minatori e, presto, il numero degli abitanti del villaggio di minatori superò ampiamente quello del borgo di  Trith-Saint-Léger. La creazione d'une nuovo comune fu allora decisa e il 22 giugno 1875 il decreto n° 4601 ufficializzò la divisione del comune di Trith-Saint-Léger. Il municipio vi fu costruito poco dopo. La vita associativa è molto vivace in questa popolazione da lungo tempo stabilizzatasi intorno ai 3 000 abitanti.

## Società

### Evoluzione demografica
Abitanti censiti